# Élections législatives de 1916 aux îles Féroé
Les élections générales féroïennes se sont tenues le 28 février 1916. Elles sont marquées pour la première fois par la victoire du Parti de l'autogouvernement, bien que cela ne se traduise pas par sa victoire dans le Løgting, où le Parti de l'union reste le parti majoritaire. Ces sixièmes élections générales des Îles Féroé signent l'entrée historique d'un membre indépendant, mettant fin à 10 ans de bipartisme dans cette assemblée.

## Résultats
| Parti | Parti                       | Voix  | %     | +/-        | Sièges | +/-        |
| ----- | --------------------------- | ----- | ----- | ---------- | ------ | ---------- |
|       | Parti de l'autogouvernement | 542   | 51,72 | 4,51       | 9      | 1          |
|       | Parti de l'union            | 397   | 37,88 | 14,91      | 10     | 2          |
|       | Indépendants                | 109   | 10,40 | 10,40      | 1      | 1          |
| Total | Total                       | 1 048 | 100   | stagnation | 20     | stagnation |